# Cabane de pêcheur de Coudalère
La cabane de pêcheur de Coudalère, sur la commune du Barcarès, dans le département français des Pyrénées-Orientales, est une cabane de bois et de roseaux pérennisée et présentant à la fois un intérêt ethnologique et une filiation avec l'habitat néolithique de la région.

## Historique
La cabane de pêcheur de Coudalère fait l'objet d'une inscription des monuments historiques depuis le 30 décembre 1994.